# Oscar Stribolts Julegave
Oscar Stribolts Julegave er en dansk stum komediefilm fra 1912 produceret af Nordisk Films Kompagni efter manuskript af Carl Alstrup. Filmens instruktør er ukendt. 
Filmen havde dansk biografpremiere den 26. december 1912 i Biograf-Theatret, og blev i tysktalende lande distribueret som Das Weihnachtsgeschenck, i engelsktalende lande som A Christmas Gift og i fransktalende lande som Les Éntrennes.

## Handling
Grosserer Hummel og hustru har aftalt, at de ikke vil give hinanden julegaver til jul, men Hummel kan dog ikke stå for fristelsen, da han ser et smukt brillantsmykke. Han køber brochen, og gemmer den i en gammel frakke. Men den intetanende fru Hummel rydder op i huset og forærer den gamle frakke væk sammen med andet gammelt bras. Da juleaften oprinder, kan Hummel ikke finde frakke og broche. Efter stort postyr lykkes det at finde brochen, men da Hummel gør det hele op har han betalt lige så meget for eftersøgningen som for brochen.

## Medvirkende
- Oscar Stribolt som Grosserer Hummel
- Karen Poulsen som Fru Hummel